# Kustaa Pihlajamäki
Kustaa Pihlajamäki (Nurmo, Finlàndia 1902 - Hèlsinki 1944) fou un lluitador finès, guanyador de tres medalles olímpiques.

## Biografia
Va néixer el 7 d'abril de 1902 a la ciutat de Nurmo, població situada a la província de Finlàndia Occidental. Fou germà del també lluitador i medallista olímpic Hermanni Pihlajamäki. Va morir el 10 de febrer de 1944 a la ciutat de Hèlsinki.

## Carrera esportiva
Va participar, als 22 anys, en els Jocs Olímpics d'Estiu de 1924 realitzats a París (França), on aconseguí guanyar la medalla d'or en la prova de pes gall en la modalitat de lluita lliure. En els Jocs Olímpics d'Estiu de 1928 realitzats a Amsterdam (Països Baixos) aconseguí guanyar la medalla de plata en la prova de pes ploma. En els Jocs Olímpics d'Estiu de 1932 realitzats a Los Angeles (Estats Units) arribà a la final de la prova de pes lleuger, si bé no va obtenir medalla. En els Jocs Olímpics d'Estiu de 1936 realitzats a Berlín (Alemanya nazi) aconseguí guanyar una nova medalla d'or, en aquesta ocasió en la prova de pes ploma, i amb un lapse de 12 anys des del primer or aconseguit, un fet que només ha aconseguit fer Carl Westergren.
Al llarg de la seva carrera ha guanyat 9 Campionats d'Europa de lluita, sis en la modalitat de lluita grecoromana i dos en lluita lliure. Mai arribà a competir en el Campionat del Món.